# Marcelo Batista
Marcelo da Costa Batista (Rio de Janeiro, 02 de março de 1980) é um ator, brasileiro. Seu principal trabalho de destaque em novelas foi o de José Rivera, o pai do Cirilo, na novela Carrossel.
Ele é irmão mais velho do cantor Mumuzinho.

## Filmografia

### Televisão
| Ano       | Título                   | Personagem                    | Nota                                          |
| --------- | ------------------------ | ----------------------------- | --------------------------------------------- |
| 2024      | Volta por Cima           | Dr. Guerra                    | Episódios: "1–2 de outubro"                   |
| 2024      | Amor da Minha Vida       | Josué                         | Episódio: "Tartarugas"                        |
| 2024      | Dom                      | Comandante Marcelo            | Episódios: "Aqui Se Paga" "Entre Dois Mundos" |
| 2022      | Reis                     | Peduel                        | Fase: A ingratidão                            |
| 2019      | Amor sem Igual           | Alberto Nicolau (Maikitaison) | [ 2 ]                                         |
| 2019      | Sob Pressão              | Dr. Gustavo Lemos             | Terceira Temporada                            |
| 2018      | Jesus                    | Simão de Cirene               |                                               |
| 2018      | Conselho Tutelar         | Jorjão                        | Episódio: "Reparos"                           |
| 2017      | Novo Mundo               | Jeremias                      | Participação especial                         |
| 2017      | Dois Irmãos              |                               |                                               |
| 2016      | Escrava Mãe              | Kamau / Viriato               |                                               |
| 2015      | Malhação                 | Policial                      | Participação especial                         |
| 2014      | Em Família               | Estuprador                    | Participação especial                         |
| 2014      | Patrulha Salvadora       | José Rivera                   | Participação especial                         |
| 2012–2013 | Carrossel                | José Rivera                   |                                               |
| 2011      | Vidas em Jogo            |                               | Participação especial                         |
| 2011      | Força-Tarefa             | Beto (Segurança da clínica)   | Participação especial (1° episódio)           |
| 2011      | Insensato Coração        | Santos                        |                                               |
| 2009      | Vende-se um Véu de Noiva | Ulisses Jamba                 |                                               |
| 2008      | Chamas da Vida           | Zeca                          | Participação especial                         |
| 2007      | Malhação                 | Cleber                        |                                               |
| 2007      | A Diarista               | Josivaldo                     | Episódio: "Aquele do Pan"                     |
| 2006      | Sinhá Moça               | Bento                         |                                               |
| 2001      | A Padroeira              |                               |                                               |

### Cinema
| Ano  | Título                 | Personagem |
| ---- | ---------------------- | ---------- |
| 2011 | Dia de Preto           | Preto      |
| 2022 | Os Suburbanos: O Filme | Médico     |